# Schlacht vor Savo Island
Tulagi und Gavutu-Tanambogo – Savo Island – Tenaru – Ost-Salomonen – Bloody Ridge – Operationen am Fluss Matanikau – Cape Esperance – Henderson Field – Santa-Cruz-Inseln – Matanikau-Offensive – Koli Point – Carlsons Patrouille – Guadalcanal – Tassafaronga – Mount Austen – Rennell Island – Operation Ke – Operation Cleanslate
In der Schlacht vor Savo Island griffen in der Nacht vom 8. auf den 9. August 1942 japanische Streitkräfte die US-amerikanische Landungsflotte an, die seit dem 7. August Truppen auf die Salomoneninsel Guadalcanal auslud (siehe hierzu auch Schlacht um Guadalcanal). Savo ist der Name einer kleinen Insel etwa fünf Seemeilen von der Nordspitze Guadalcanals, dem Kap Esperance, entfernt. Das Gefecht endete mit einem Sieg der Japaner, die mehrere amerikanische Schiffe schwer beschädigen oder versenken konnten.

## Der japanische Angriff
Nach dem Bekanntwerden der US-amerikanischen Landung unter dem Befehl von Rear Admiral Richmond Kelly Turner kam es am 7. und 8. August zu mehreren japanischen Luftangriffen auf die alliierte Invasionsflotte, wobei ein Transportschiff und ein Zerstörer beschädigt wurden. In den Luftkämpfen stellte sich heraus, dass die Amerikaner über Luftdeckung durch amerikanische Flugzeugträger verfügten.

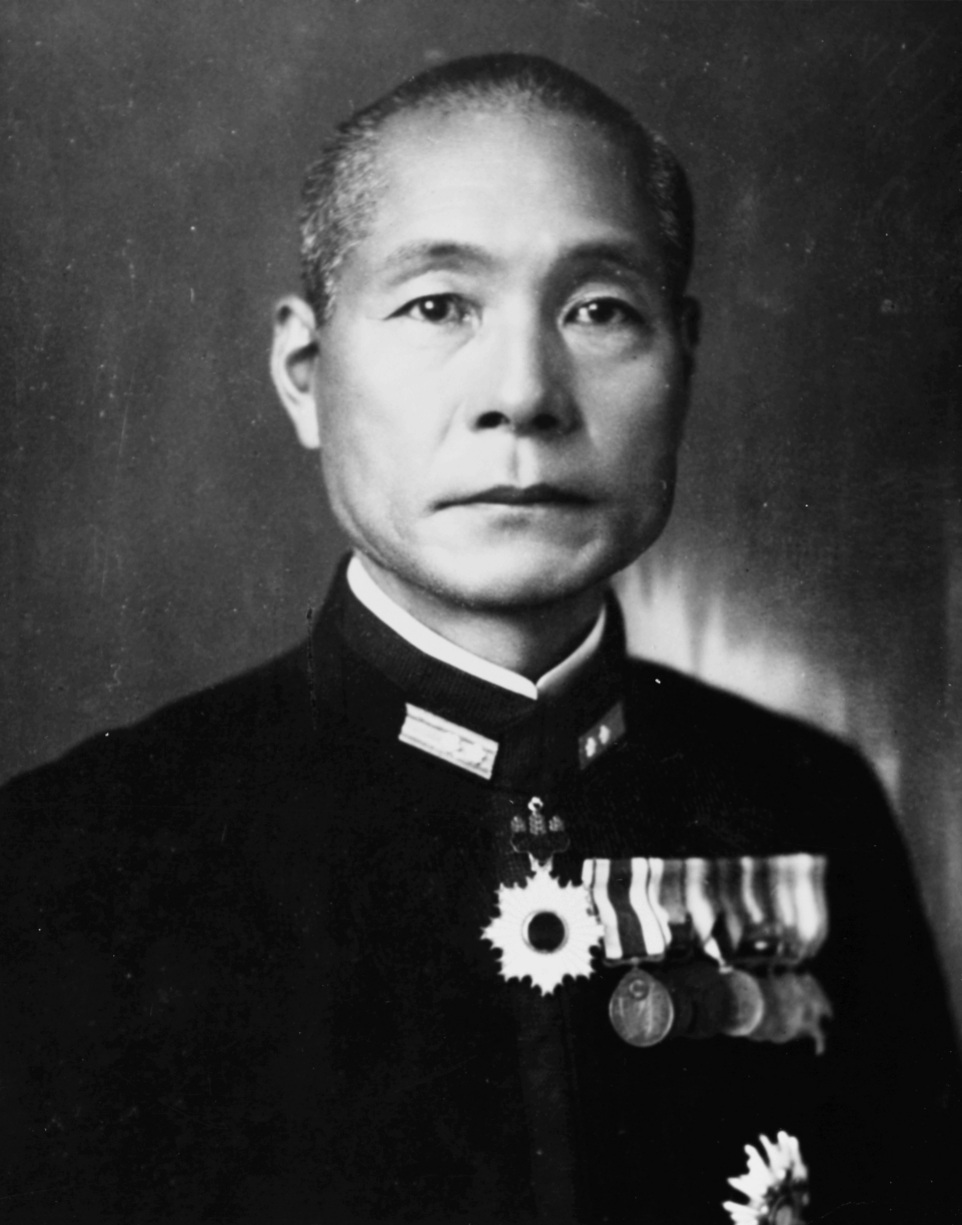
Der japanische Befehlshaber: Vizeadmiral Mikawa

Am Abend des 7. August setzte die japanische 8. Flotte einen Verband von fünf Schweren und zwei Leichten Kreuzern sowie einem Zerstörer unter Vizeadmiral Mikawa Gun’ichi von ihrem Flottenstützpunkt Rabaul aus in Marsch. Es handelte sich dabei um alle verfügbaren Kampfschiffe in diesem Seegebiet. Der Verband sollte in der Nacht zum 9. August gegen die alliierte Landungsflotte vorgehen, soviel Schaden wie möglich verursachen und noch vor dem Tagesanbruch den Rückmarsch antreten, um nicht Luftangriffen amerikanischer Trägerflugzeuge ausgesetzt zu sein.
Währenddessen beschloss der Befehlshaber der amerikanischen Trägerflotte, Admiral Frank Jack Fletcher, wegen der hohen Verluste an Flugzeugen seine Träger am Abend des 8. August abzuziehen. Turner, der damit seine Luftdeckung einbüßte, wollte das Ausladen der Versorgungsgüter noch bis zum Morgen des 9. fortsetzen und sich dann mit der Invasionsflotte ebenfalls zurückziehen – in Kauf nehmend, dass ein großer Teil des Nachschubs damit auf den Schiffen verblieb und die auf Guadalcanal gelandeten Truppen mit unzureichender Ausrüstung auskommen mussten.

## Schlachtaufstellung
Die amerikanischen Transportschiffe befanden sich im später als Ironbottom Sound bekannt gewordenen Sealark Sound, dem Gewässer zwischen Florida Island im Norden und Guadalcanal im Süden. In den Sealark Sound konnte man sowohl von Osten durch den Sealark Channel einlaufen als auch von Westen, wobei man entweder nördlich oder südlich an der zwischen Guadalcanal und Florida Island liegenden Insel Savo vorbeilaufen musste.
Zum Schutz der Transporter teilte Admiral Crutchley seine Streitkräfte in drei Gruppen. Zwei davon, bestehend aus jeweils drei Schweren Kreuzern und zwei Zerstörern, sollten die Passagen nördlich und südlich der Insel Savo patrouillieren. Einen Angriff aus östlicher Richtung hielt man für unwahrscheinlich, da die aus Richtung Rabaul kommenden Japaner dafür erst den langen Weg um Guadalcanal oder Florida Island hätten nehmen müssen; um kein Risiko einzugehen sicherte dennoch eine dritte Gruppe aus zwei Leichten Kreuzern und zwei Zerstörern die Landungszone nach Osten. Diese östliche Gruppe stand im folgenden Gefecht zu weit entfernt, um eingreifen zu können. Zusätzlich war je ein Zerstörer vor den beiden westlichen Zufahrtswegen auf Vorpostenpatrouille. Fünf weitere Zerstörer befanden sich bei den Transportern.
Spät am Abend befahl Admiral Turner Admiral Crutchley und General Alexander A. Vandegrift, den Kommandeur der auf Guadalcanal gelandeten 1. US-Marinedivision, auf sein Flaggschiff, den Truppentransporter McCawley, um den für den nächsten Morgen geplanten Abzug der Transporter zu besprechen. Admiral Crutchley fuhr mit seinem Flaggschiff, dem Schweren Kreuzer Australia, zur Besprechung und entzog damit diesen Kreuzer der südlichen Deckungsgruppe. Das Kommando der Gruppe übernahm als Dienstältester Offizier der Kommandant der  Chicago, Captain Bode. Die Chicago befand sich dabei in der zur Verbandsführung ungünstigen Position am Ende der Kreuzerkolonne und Captain Bode setzte sein Schiff nicht an die Spitze.

## Verlauf der Schlacht
Gegen Mitternacht (8. /9. August) erreichte der japanische Verband die Passage zwischen Savo und Guadalcanal. Der zur Bewachung dieser Passage eingesetzte US-Zerstörer Blue entdeckte die japanischen Schiffe nicht, die ihn etwa eine Stunde nach Mitternacht am 9. August passierten. Mikawa detachierte seinen Begleitzerstörer Yunagi zur Beschattung der Blue. Erst um 1:43 Uhr entdeckte der Zerstörer Patterson den japanischen Kreuzerverband in der Nähe der Insel Savo. Schon Sekunden später konnten die Japaner ihren hohen Ausbildungsgrad im Nachtgefecht unter Beweis stellen: Ihre zuvor gestarteten Bordflugzeuge warfen um 1:43 Uhr Leuchtbomben, welche die alliierten Schiffe der südlichen Kreuzergruppe in helles Licht tauchten, während die japanischen Kreuzer vor der dunklen Silhouette von Savo kaum erkennbar waren (der Einsatz von Radar steckte noch in den Anfängen). Der alliierte Verband – zwei Schwere Kreuzer sowie zwei Zerstörer – wurde völlig überrumpelt.

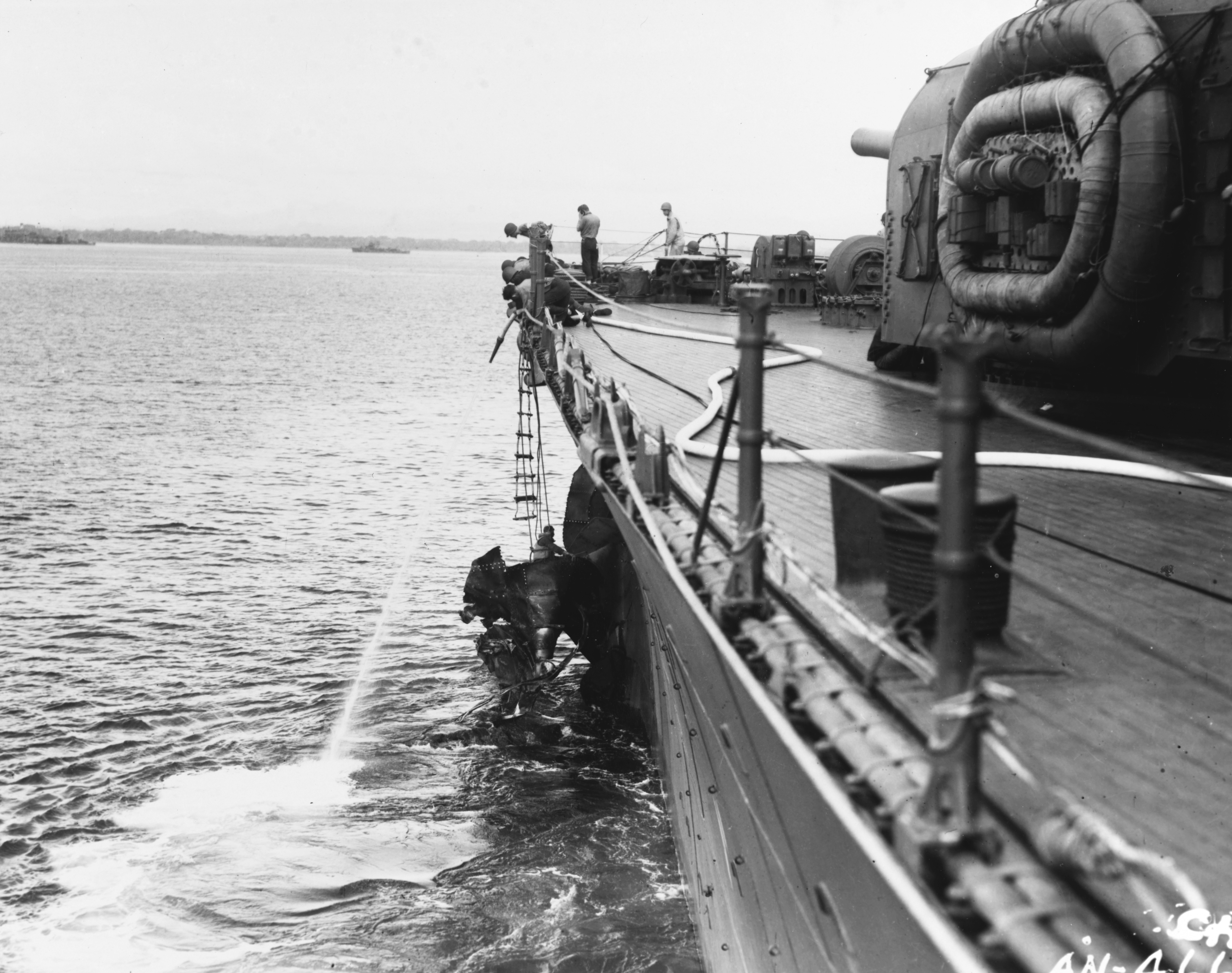
Bug der Chicago nach dem Torpedotreffer

Noch bevor die alliierten Einheiten einen Schuss abgeben konnten, wurden die Schweren Kreuzer Chicago und Canberra von Torpedos und Granaten getroffen und schwer beschädigt. Die Canberra scherte aus der Linie aus, begann im heftigen japanischen Granatfeuer zu brennen und war innerhalb weniger Minuten kampf- und manövrierunfähig. Die beschädigte Chicago sichtete den Zerstörer Yunagi im Westen und hielt darauf zu, letztlich aber erfolglos.

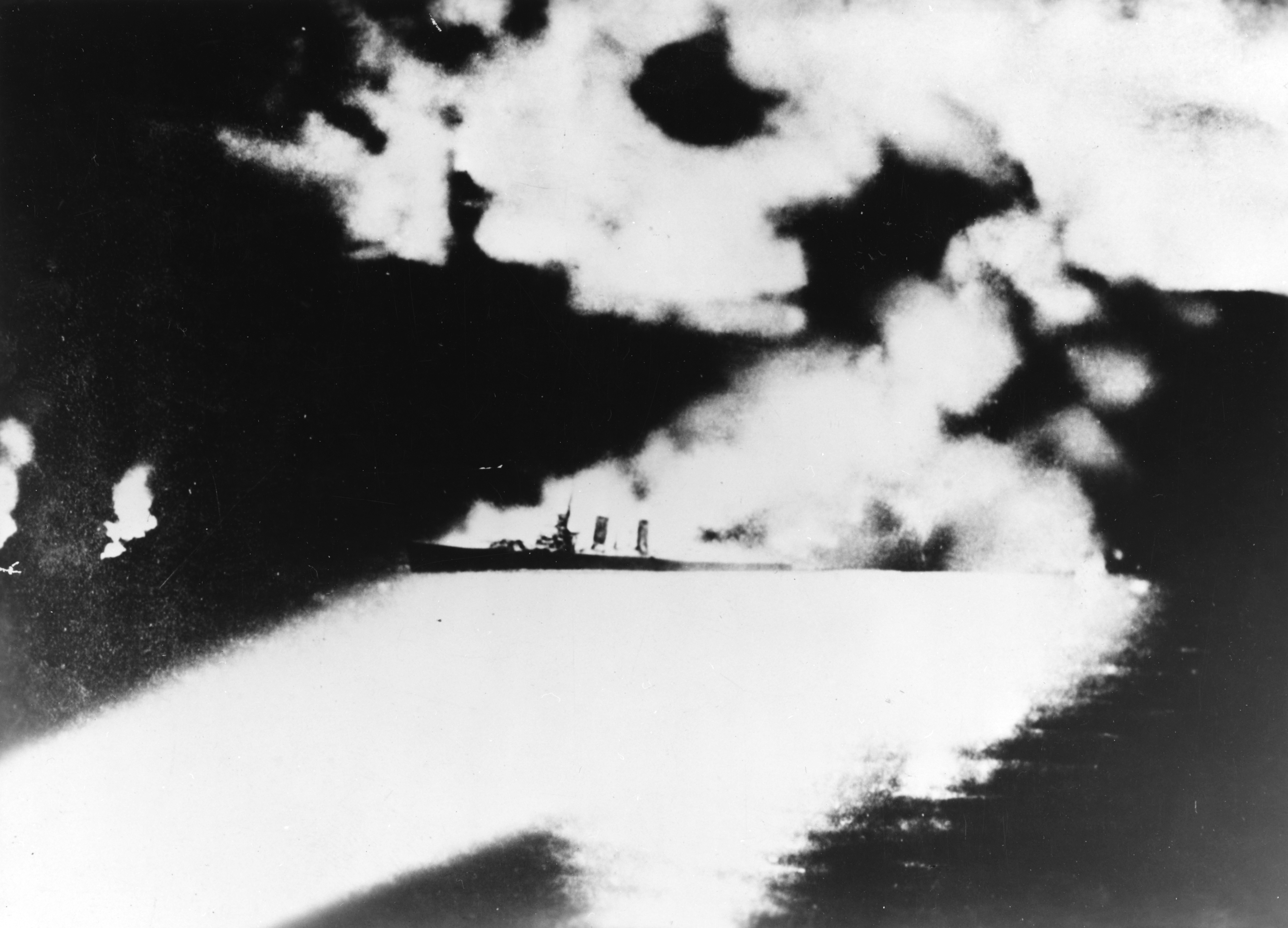
Die brennende Quincy im Scheinwerferlicht der japanischen Kreuzer

Der noch völlig unbeschädigte japanische Verband teilte sich nun auf. Die beiden Gruppen drehten auf Kurs Nord und liefen um Savo herum, um die zweite alliierte Kreuzergruppe zu attackieren, welche die nördliche Passage zwischen Savo und der Insel Florida bewachte. Da keines der bisher angegriffenen alliierten Schiffe eine Funkmeldung abgesetzt hatte, gelang auch hier die Überraschung, als die Japaner gegen 1:50 Uhr das Feuer eröffneten. Mit aufgeblendeten Scheinwerfern und pausenlos feuernd liefen drei Kreuzer vor und vier hinter der nördlichen Bewachungsgruppe vorbei. Die Schweren Kreuzer USS Astoria, USS Vincennes und USS Quincy wurden in wenigen Minuten zusammengeschossen. Vincennes und Quincy sanken innerhalb einer Stunde; die Astoria später am 9. August. Während dieses nördlichen Gefechtes erhielten auch die japanischen Kreuzer Chōkai und Kinugasa Treffer, die leichte Schäden verursachten. Eine Salve der Quincy auf dem japanischen Flaggschiff Chōkai zerstörte die Gefechtszentrale und töteten 34 Mann. Auch die beiden US-Zerstörer USS Ralph Talbot und USS Patterson wurden beschädigt.

### Alliierte Streitkräfte
| Befehlshaber                                         | Schiffe | Schicksal                                                    |
| ---------------------------------------------------- | --- | ------------------------------------------------------------ |
| V. Crutchley (Royal Australian Navy) südliche Gruppe | Schwere Kreuzer: Australia, Canberra (australische Marine) und Chicago; Zerstörer: Bagley, Patterson und Blue (auf Vorpostenpatrouillie) | Canberra versenkt; Chicago, Patterson beschädigt             |
| F. Riefkohl nördliche Gruppe                         | Schwere Kreuzer: Astoria, Quincy und Vincennes; Zerstörer: Helm, Wilson und Ralph Talbot (auf Vorpostenpatrouillie)                      | Astoria, Quincy, Vincennes gesunken; Ralph Talbot beschädigt |
| N. Scott östliche Gruppe                             | Leichte Kreuzer: San Juan und Hobart (australische Marine); Zerstörer: Buchanan und Monssen                                              | nicht am Gefecht beteiligt                                   |
| bei den Transportern                                 | Zerstörer: USS Selfridge, USS Mugford, USS Dewey, USS Henley und USS Ellet                                                               | nicht am Gefecht beteiligt                                   |

### Japanische Streitkräfte
| Befehlshaber | Schiffe | Schicksal                                                                  |
| ------------ | --- | -------------------------------------------------------------------------- |
| G. Mikawa    | Schwere Kreuzer: Chōkai, Aoba, Furutaka; Kako und Kinugasa; Leichte Kreuzer Tenryū und Yūbari; Zerstörer: Yunagi | Chōkai, Kinugasa beschädigt; Kako auf dem Rückmarsch durch U-Boot versenkt |

## Abbruch der Schlacht
Gegen 2:16 Uhr ließ Mikawa das Feuer einstellen und sammelte seine Schiffe, da sein Verband seinen taktischen Zusammenhalt verloren hatte. Obwohl er bereits dicht vor den Transportschiffen des Gegners stand, entschloss er sich, den Einsatz abzubrechen und nach Rabaul zurückzukehren, da er befürchtete, bei einem längeren Verbleiben in diesen Gewässern bei Tagesanbruch von Flugzeugen der US-amerikanischen Träger angegriffen zu werden. Zudem waren durch einen Treffer der Quincy die Seekarten an Bord von Mikawas Flaggschiff zerstört worden, die den Japanern ein sicheres Navigieren in den Gewässers im Savo Sound gesichert hatten. Die Sorge um Luftangriffe stellte sich als unbegründet heraus, denn dass diese am Vortag abgezogen worden waren und sich nicht mehr in Reichweite befanden, wusste man in der japanischen Marineleitung nicht – die eigentlichen Ziele der Operation, die alliierten Transportschiffe, blieben daher unversehrt.
Die Chicago, die westlich von Savo nach feindlichen Schiffen suchte, kehrte erst gegen 4:00 Uhr auf das Schlachtfeld zurück und beschoss versehentlich die Canberra und den längsseits liegenden Zerstörer Patterson, allerdings ohne Treffer zu erzielen. Zu dieser Zeit versuchten die Besatzungen der Astoria und der Canberra noch, ihre Schiffe zu retten. Als Turner gegen 6:30 Uhr den Rückzug der Flotte befahl, wurde die Canberra versenkt. Auf der brennenden Astoria gingen die Arbeiten noch weiter, bis es gegen Mittag des 9. August zu mehreren Explosionen im Schiffsinnern kam und der Kreuzer schließlich sank.

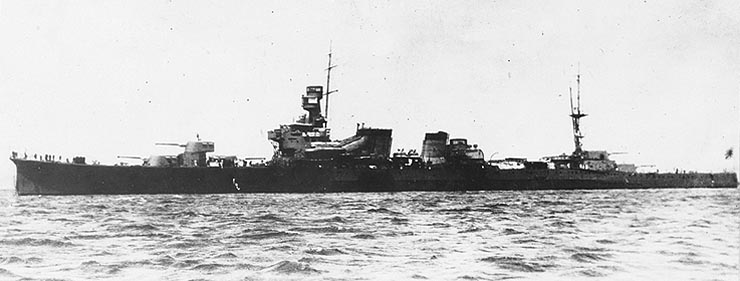
Der auf dem Rückmarsch torpedierte japanische Kreuzer Kako

Die australische Marine kritisierte die Entscheidung zur Aufgabe der Canberra, die sie als voreilig empfand. Tatsächlich waren über 250 Granaten und mehrere Torpedos der Zerstörer Ellet und Selfridge nötig, um das Schiff zum Sinken zu bringen. Als diplomatische Geste bat der US-Präsident Franklin Delano Roosevelt die US Navy, einen eigenen Kreuzer auf den Namen Canberra zu taufen. Dieser lief im April 1943 vom Stapel.
Auch Mikawas Verband erlitt noch einen Verlust, als auf dem Rückmarsch nach Rabaul der Schwere Kreuzer Kako am 10. August vor Neuirland von vier Torpedos des amerikanischen U-Boots S-44 versenkt wurde.

## Folgen

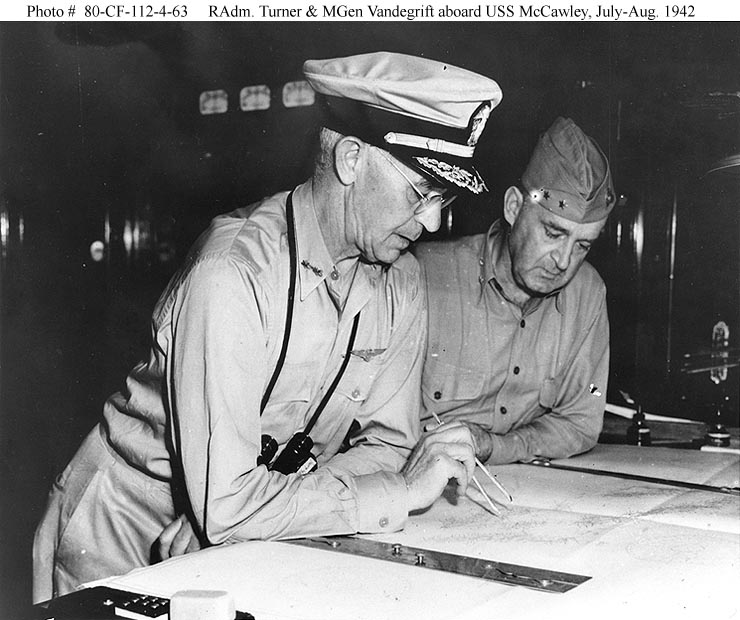
Admiral Turner (links) mit dem Befehlshaber der Invasionstruppen, Generalmajor Vandegrift

Die Schlacht vor Savo Island war taktisch eine schwere Niederlage für die Alliierten. Aufgrund der schweren Verluste, sowie Fletchers kontroverser Entscheidung zum Rückzug der amerikanischen Flugzeugträger, zog sich der amerikanische Konvoi am Folgetag ebenfalls zurück. In Folge waren nun die 19.000 gelandeten US-Truppen mit nur wenig Versorgungsgütern, Munition und Lebensmitteln vorerst auf Guadalcanal gestrandet.
Der japanische Befehlshaber vor Savo, Admiral Mikawa, wurde scharf dafür kritisiert, dass er nach der Niederkämpfung der alliierten Hauptkampfgruppen nicht gegen die Transporter vorgegangen sei, obwohl er noch mehr als genug Munition besaß. Er blieb aber Befehlshaber der 8. Flotte. Auch Crutchley geriet in die Kritik, da er als Befehlshaber vor Ort für die hohen Verluste verantwortlich gemacht wurde. Eine im Dezember begonnene Untersuchung der Ereignisse vor Savo entlastete aber die höheren Offiziere: Crutchley behielt ebenso wie Turner seinen Rang und Posten.
Anders erging es den untergeordneten Rängen: Captain Riefkohl, Kommandant der Vincennes und Befehlshaber der nördlichen Gruppe, erhielt kein weiteres Kommando auf einem Schiff. Captain Bode von der Chicago wurde vorgeworfen, mit seinem Schiff das Kampfgebiet verlassen zu haben, anstatt zu der Australia und den Transportern zu laufen und diese zu schützen sowie außerdem nach dem Gefechtsbeginn keine Warnung an die anderen Schiffe ausgegeben zu haben. Bevor ein Urteil ausgesprochen wurde, erschoss sich Bode im April 1943.
Obwohl es kein Sieg von strategischer Bedeutung für Japanische Marine war, lag die Initiative nun vorerst in der Hand der Japaner. Der Abzug ermöglichte ebenfalls die Landung von Elementen der 17. Armee, die mit der Rückeroberung der Insel beauftragt waren. Japanische Hoffnungen auf ein schnelles Ende der Operation wurden aber in der Schlacht am Tenaru, in der die bis dahin gelandeten Elemente des 28. Infanterieregiments unter Oberst Ichiki Kiyonao fast vollständig vernichtet wurden, zunichtegemacht.
Trotz der kritischen Versorgungslage gelang es den US-Truppen „Henderson Field“, benannt zu Ehren eines in der Schlacht von Midway gefallenen Marine-Piloten, nur 3 Tage nach der Schlacht in Betrieb zu nehmen. Die Präsenz amerikanischer Flugzeuge auf der Insel beeinflusste die folgenden Kämpfe um die Insel maßgeblich.
Die Kämpfe um Guadalcanal dauerten noch bis zur Evakuation der letzten japanischen Verbände im Februar 1943 an. Das Gebiet zwischen Savo Island, Guadalcanal und den Florida Islands wurde im Verlauf der Kämpfe aufgrund der knapp 50 dort versenkten Schiffe als „Ironbottom Sound“ bekannt. Da die US-Navy trotz der schweren Niederlage größtenteils die überlegene Kraft im Savo-Sound blieb, mussten japanische Truppen auf der Insel in den Folgemonaten durch den sogenannten „Tokyo Express“ versorgt werden.
Die Kämpfe um Guadalcanal gelten als einer der Wendepunkte des Pazifikkrieges, und viele der erlittenen Verluste auf japanischer Seite, besonders der Verlust von schweren Schiffen und erfahrenen Piloten, stellten sich als nur sehr schwer ersetzbar heraus. Für die USA war die Eroberung von Guadalcanal die erste erfolgreiche Offensivoperation im Südpazifik und ebnete den Weg für eine Reihe weiterer Offensiven im Bereich der Salomonen.